# Argyresthia
Argyresthia es un género de lepidópteros de la familia Yponomeutidae. Las clasificaciones recientes la colocan en la familia Argyresthiidae de Yponomeutoidea.
Son muy pequeñas. Se encuentran en Eurasia y Norteamérica. Se encuentran en zonas boscosas o parques. Las larvas hacen minas en las hojas de coníferas y árboles caducos. Los adultos en reposo mantienen las alas contra el cuerpo, dándoles un aspecto delgado.

## Especies
- Argyresthia abdominalis - Zeller , 1839
- Argyresthia abies - Freeman , 1972
- Argyresthia achillella - Costa , 1836
- Argyresthia aerariella - Stainton , 1871
- Argyresthia affinis - Braun , 1940
- Argyresthia albicomella - Moriuti , 1969
- Argyresthia albistria - Haworth , 1828
- Argyresthia alpha - Friese & Moriuti , 1968
- Argyresthia alternatella - Kearfott , 1908
- Argyresthia altissimella - Chambers , 1877
- Argyresthia amiantella - Zeller , 1847
- Argyresthia andereggiella - Duponchel , 1838
- Argyresthia angusta - Moriuti , 1969
- Argyresthia annettella - Busck , 1907
- Argyresthia anthocephala - Meyrick , 1936
- Argyresthia aphoristis - Meyrick , 1938
- Argyresthia apicimaculella - Chambers , 1874
- Argyresthia arceuthina - Zeller , 1839
- Argyresthia arceuthobiella - Busck , 1917
- Argyresthia atlanticella - Rebel , 1940
- Argyresthia atmoriella - Bankes , 1896
- Argyresthia aureoargentella - Brower , 1953
- Argyresthia aurivittella - Wood , 1839
- Argyresthia aurulentella - Stainton , 1849
- Argyresthia austerella - Zeller , 1873
- Argyresthia belangerella - Chambers , 1875
- Argyresthia bergiella - Ratzeburg , 1840
- Argyresthia beta - Friese & Moriuti , 1968
- Argyresthia biruptella - Zeller , 1877
- Argyresthia bolliella - Busck , 1907
- Argyresthia bonnetella
- Argyresthia brockeella - Hübner , 1805
- Argyresthia caesiella - Treitschke , 1833
- Argyresthia calliphanes - Meyrick , 1913
- Argyresthia canadensis  - Freeman , 1972
- Argyresthia carcinomatella - Zeller , 1877
- † Argyresthia castaneella - (extinct)
- Argyresthia certella - Zeller , 1847
- Argyresthia chalcocausta - Meyrick , 1935
- Argyresthia chalcochrysa - Meyrick , 1918
- Argyresthia chamaecypariae - Moriuti , 1965
- Argyresthia chionochrysa - Meyrick , 1931
- Argyresthia chrysidella - Peyerimhoff , 1877
- Argyresthia columbia - Freeman , 1972
- Argyresthia communana - Moriuti , 1969
- Argyresthia conjugella - Zeller , 1839
- Argyresthia conspersa - Butler , 1883
- Argyresthia cupressella - Walsingham , 1890
- Argyresthia curvella - Linnaeus , 1761  (sinónimo: Argyresthia cornella)
- Argyresthia cyaneimarmorella - Milliére , 1854
- Argyresthia decimella - Wocke , 1864
- Argyresthia deletella - Zeller , 1873
- Argyresthia denudatella - Zeller , 1847
- Argyresthia diffractella - Zeller , 1877
- Argyresthia dilectella - Zeller , 1874
- Argyresthia dislocata - Meyrick ,
- Argyresthia divisella - Dufrane , 1960
- Argyresthia dulcamarella - Bruand , 1856
- Argyresthia dzieduszyckii - Nowicki , 1860
- Argyresthia ephippella - Fabricius , 1777
- Argyresthia eugeniella  - Busck , 1917
- Argyresthia fagetella - Zeller , 1847
- Argyresthia festiva - Moriuti , 1969
- Argyresthia flavicomans - Moriuti , 1969
- Argyresthia flexilis - Freeman , 1961
- Argyresthia franciscella - Busck , 1915
- Argyresthia freyella - Walsingham , 1890
- Argyresthia fujiyamae - Moriuti , 1969
- Argyresthia fundella - Fischer von Röslerstamm , 1835
- Argyresthia furcatella - Busck , 1917
- Argyresthia fuscilineella - Bruand , 1850
- Argyresthia gephyritis - Meyrick , 1938
- Argyresthia glabratella - Zeller , 1847
- Argyresthia glaucinella - Zeller , 1839
- Argyresthia goedartella - Linnaeus , 1758
- Argyresthia helvetica - Heinemann , 1877
- Argyresthia hilfiella - Rebel , 1910
- Argyresthia huguenini - Frey , 1882
- Argyresthia icterias - Meyrick , 1907
- Argyresthia idiograpta - Meyrick , 1935
- Argyresthia illuminatella - Zeller , 1839
- Argyresthia inauratella - Tengström , 1847
- Argyresthia inscriptella - Busck , 1907
- Argyresthia iopleura - Meyrick , 1918
- Argyresthia ivella - Haworth , 1828
- Argyresthia juniperivorella - Kuznetsov , 1958
- Argyresthia kasyi - Friese , 1963
- Argyresthia kuwayamella - Matsumura , 1931
- Argyresthia laevigatella - Herrich-Schäffer , 1855
- Argyresthia lamiella - Bradley , 1965
- Argyresthia laricella - Kearfott , 1908
- Argyresthia leuconota - Turner , 1913
- Argyresthia leuculias - Meyrick ,
- Argyresthia libocedrella - Busck , 1917
- Argyresthia liparodes - Meyrick , 1914
- Argyresthia literella - Haworth , 1828
- Argyresthia lustralis - Meyrick , 1911
- Argyresthia maculosa - Tengström , 1874
- Argyresthia magna - Moriuti , 1969
- Argyresthia majorella - Müller-Rutz , 1934
- Argyresthia mariana - Freeman , 1972
- Argyresthia marmorata - Frey , 1880
- Argyresthia media - Braun , 1914
- Argyresthia melitaula - Meyrick , 1918
- Argyresthia mendica - Haworth , 1828
- Argyresthia mesocausta - Meyrick , 1913
- Argyresthia metallicolor - Moriuti , 1969
- Argyresthia minusculella - Rebel , 1940
- Argyresthia mirabiella - Toll , 1948
- Argyresthia monochromella - Busck , 1922
- Argyresthia montana - Fissetchko , 1970
- Argyresthia montella - Chambers , 1877
- Argyresthia mutuurai - Moriuti , 1964
- Argyresthia nemorivaga - Moriuti , 1969
- Argyresthia niphospora - Meyrick , 1938
- Argyresthia nitidella - Fabricius , 1787
- Argyresthia nivifraga - Diakonoff , 1955
- Argyresthia nymphocoma - Meyrick , 1919
- Argyresthia ochridorsis - Zeller , 1877
- Argyresthia oleaginella - Standfuss , 1851
- Argyresthia oreadella - Clemens , 1860
- Argyresthia ornatipennella - Moriuti , 1974
- Argyresthia ossea - Haworth , 1828
- Argyresthia pallidella - Braun , 1918
- Argyresthia pedemontella - Chambers , 1877
- Argyresthia pentanoma - Meyrick , 1913
- Argyresthia perbella - Moriuti , 1969
- Argyresthia percussella - Zeller , 1877
- Argyresthia picea - Freeman , 1972
- Argyresthia pilatella - Braun , 1910
- Argyresthia plectrodes - Meyrick , 1913
- Argyresthia plicipunctella - Walsingham , 1890
- Argyresthia praecocella - Zeller , 1839
- Argyresthia prenjella - Rebel , 1901
- Argyresthia pretiosa - Staudinger , 1880
- Argyresthia pruniella - Clerck , 1759
- Argyresthia psamminopa - Meyrick , 1932
- Argyresthia pseudotsuga - Freeman , 1972
- Argyresthia pulchella - Zeller , 1846
- Argyresthia purella - Chrétien , 1908
- Argyresthia purpurascentella - Stainton , 1849
- Argyresthia pygmaeella - Hübner , 1816
- Argyresthia quadristrigella - Zeller , 1873
- Argyresthia quercicolella - Chambers , 1877
- Argyresthia rara - Moriuti , 1969
- Argyresthia reticulata - Staudinger , 1877
- Argyresthia retinella - Zeller , 1839
- Argyresthia rileiella - Busck , 1907
- Argyresthia ruidosa - Braun , 1940
- Argyresthia sabinae - Moriuti , 1965
- Argyresthia saporella - Matsumura , 1931
- Argyresthia semifasciella - Stephens , 1835
- Argyresthia semiflavella - Christoph , 1882
- Argyresthia semifusca - Haworth , 1828
- Argyresthia semitestacella - Curtis , 1833
- Argyresthia semitrunca - Meyrick , 1907
- Argyresthia sorbiella - Treitschke , 1835
- Argyresthia spinosella (sinónimo: Argyresthia mendica)
- Argyresthia stilpnota - Meyrick , 1913
- Argyresthia submontana - Frey , 1870
- Argyresthia subreticulata - Walsingham , 1882
- Argyresthia subrimosa - Meyrick , 1932
- Argyresthia taiwanensis - Friese & Moriuti , 1968
- Argyresthia tallasica - Fissetchko , 1970
- Argyresthia tetrapodella - Stephens , 1835
- Argyresthia thoracella - Busck , 1907
- Argyresthia thuiella -  Packard , 1871
- Argyresthia trifasciae - Braun , 1910
- Argyresthia trifasciata - Staudinger , 1871
- Argyresthia triplicata - Meyrick , 1914
- Argyresthia trochaula - Meyrick , 1938
- Argyresthia tsuga - Freeman , 1972
- Argyresthia tutuzicolella - Moriuti , 1969
- Argyresthia undulatella - Chambers , 1874
- Argyresthia uniformella - Dufrane , 1960
- Argyresthia visaliella - Chambers , 1875
- Argyresthia walsinghamella - Milliére , 1880